# Карцов, Николай Пантелеймонович
Николай Пантелеймонович Карцов — советский журналист.

## Биография
Родился в 1921 году в Могилеве. Член КПСС.
Окончил Московский областной педагогический институт (МОПИ).
Участник советско-финской и Великой Отечественной войн: комсорг 261-го батальона аэродромного обслуживания 14-го района авиационного базирования.
В 1957—1960 гг. — главный редактор литературно-драматического радиовещания Главного управления радиоинформации Министерства культуры СССР.
В 1960—1969 гг. — руководитель Главной редакции литературно-драматических программ ЦТ.
В 1969—1972 гг. — генеральный директор программ ЦТ.
В 1973—1985 гг. — начальник управления ВААП по вопросам художественной литературы и изобразительного искусства.
В 1985—1991 гг. — заведующий отделом журнала «Дружба народов».
В 1992—2000 гг. — художественный руководитель студии программ «Народное творчество».
Умер в 2000 году в Москве.

## Награды
- Орден Дружбы (04.10.1996)
- Орден Отечественной войны II степени (06.04.1985)
- Орден Трудового Красного Знамени (09.09.1971)
- Орден Дружбы народов (02.06.1981)
- Орден Знак Почёта (04.05.1962)